# Правительство Зубкова
В статье даются сведения о составе Правительства Российской Федерации под председательством В. А. Зубкова, действовавшего в период с 14 сентября 2007 года по 7 мая 2008 года, в конце второго президентского срока Владимира Путина.
Структура Правительства утверждена Указом Президента Российской Федерации от 24.09.2007 № 1274 «Вопросы структуры федеральных органов исполнительной власти».
Список министерств, действовавших в 2007—2008 годах, см. в статье Структура федеральных органов исполнительной власти (2000—2008).
Новых министерств в течение срока полномочий данного состава Правительства Российской Федерации не создавалось.

## Члены Правительства
Наименования должностей членов Правительства приводятся так, как они официально именовались.
| Должность | Имя                             |
| --- | ------------------------------- |
| Председатель Правительства Российской Федерации                                                                               | Зубков Виктор Алексеевич        |
| Первый заместитель Председателя Правительства Российской Федерации                                                            | Иванов Сергей Борисович         |
| Первый заместитель Председателя Правительства Российской Федерации                                                            | Медведев Дмитрий Анатольевич    |
| Заместитель Председателя Правительства Российской Федерации                                                                   | Жуков Александр Дмитриевич      |
| Заместитель Председателя Правительства Российской Федерации                                                                   | Кудрин Алексей Леонидович       |
| Заместитель Председателя Правительства Российской Федерации — Руководитель Аппарата Правительства Российской Федерации        | Нарышкин Сергей Евгеньевич      |
| Министр здравоохранения и социального развития Российской Федерации                                                           | Голикова Татьяна Алексеевна     |
| Министр внутренних дел Российской Федерации                                                                                   | Нургалиев Рашид Гумарович       |
| Министр Российской Федерации по делам гражданской обороны, чрезвычайным ситуациям и ликвидации последствий стихийных бедствий | Шойгу Сергей Кужугетович        |
| Министр иностранных дел Российской Федерации                                                                                  | Лавров Сергей Викторович        |
| Министр информационных технологий и связи Российской Федерации                                                                | Рейман Леонид Дододжонович      |
| Министр культуры и массовых коммуникаций Российской Федерации                                                                 | Соколов Александр Сергеевич     |
| Министр обороны Российской Федерации                                                                                          | Сердюков Анатолий Эдуардович    |
| Министр юстиции Российской Федерации                                                                                          | Устинов Владимир Васильевич     |
| Министр образования и науки Российской Федерации                                                                              | Фурсенко Андрей Александрович   |
| Министр природных ресурсов Российской Федерации                                                                               | Трутнев Юрий Петрович           |
| Министр промышленности и энергетики Российской Федерации                                                                      | Христенко Виктор Борисович      |
| Министр регионального развития Российской Федерации                                                                           | Козак Дмитрий Николаевич        |
| Министр транспорта Российской Федерации                                                                                       | Левитин Игорь Евгеньевич        |
| Министр сельского хозяйства Российской Федерации                                                                              | Гордеев Алексей Васильевич      |
| Министр финансов Российской Федерации                                                                                         | Кудрин Алексей Леонидович       |
| Министр экономического развития и торговли Российской Федерации                                                               | Набиуллина Эльвира Сахипзадовна |
| Первый заместитель Председателя Военно-промышленной комиссии при Правительстве РФ — Министр Российской Федерации              | Путилин Владислав Николаевич    |